# 漆谷郡
漆谷郡（：／ Chilgok gun */?），是大韓民國慶尚北道西南部的一個郡，其東南鄰大邱廣域市，洛東江在西部流經。面積696.52平方公里，2008年的人口的119,541人。下分3邑、5面。1640年始稱漆谷。
京釜線、京釜高速公路、中央高速公路在此地經過。

## 历史
- 1914年形成目前的規模，郡治遷至倭館。
- 1949年，倭馆面升格为倭馆邑（1邑8面）。
- 1978年，仁同面划入新设立的龟尾市（1邑7面）。
- 1980年，漆谷面升格为漆谷邑（2邑6面）。
- 1981年漆谷邑併入大邱廣域市北区（1邑6面）。
- 1986年，新设基山面（1邑7面）。
- 2003年，北三面升格为北三邑（2邑6面）。
- 2006年，石積面升格为石積邑（3邑5面）。